# Hormizd III.
Hormizd III. († 459.) je bio Veliki kralj Perzije iz dinastije Sasanida (457. – 459.). 
Hormizd je bio najstariji sin i nasljednik Jezdegerda II. No protiv njega se nakon očeve smrti pobunio njegov mlađi brat Peroz I., a regentsku vlast je preuzela njihova majka. Većina orijentalnih izvora opisuje Peroza kao dostojnijega kandidata, ali moguće je samo da se priklanjaju stavu Peroza I. koji je u građanskom ratu pobijedio i pogubio brata te sam zavladao. Zbog nedostka izvora pojedinosti su nepoznate.
| Prethodnik:                      | Veliki kralj Perzije (457. - 459.) | Nasljednik:            |
| Jezdegerd II. (438./439. - 457.) | Veliki kralj Perzije (457. - 459.) | Peroz I. (459. - 484.) |